# Пер-Лашез

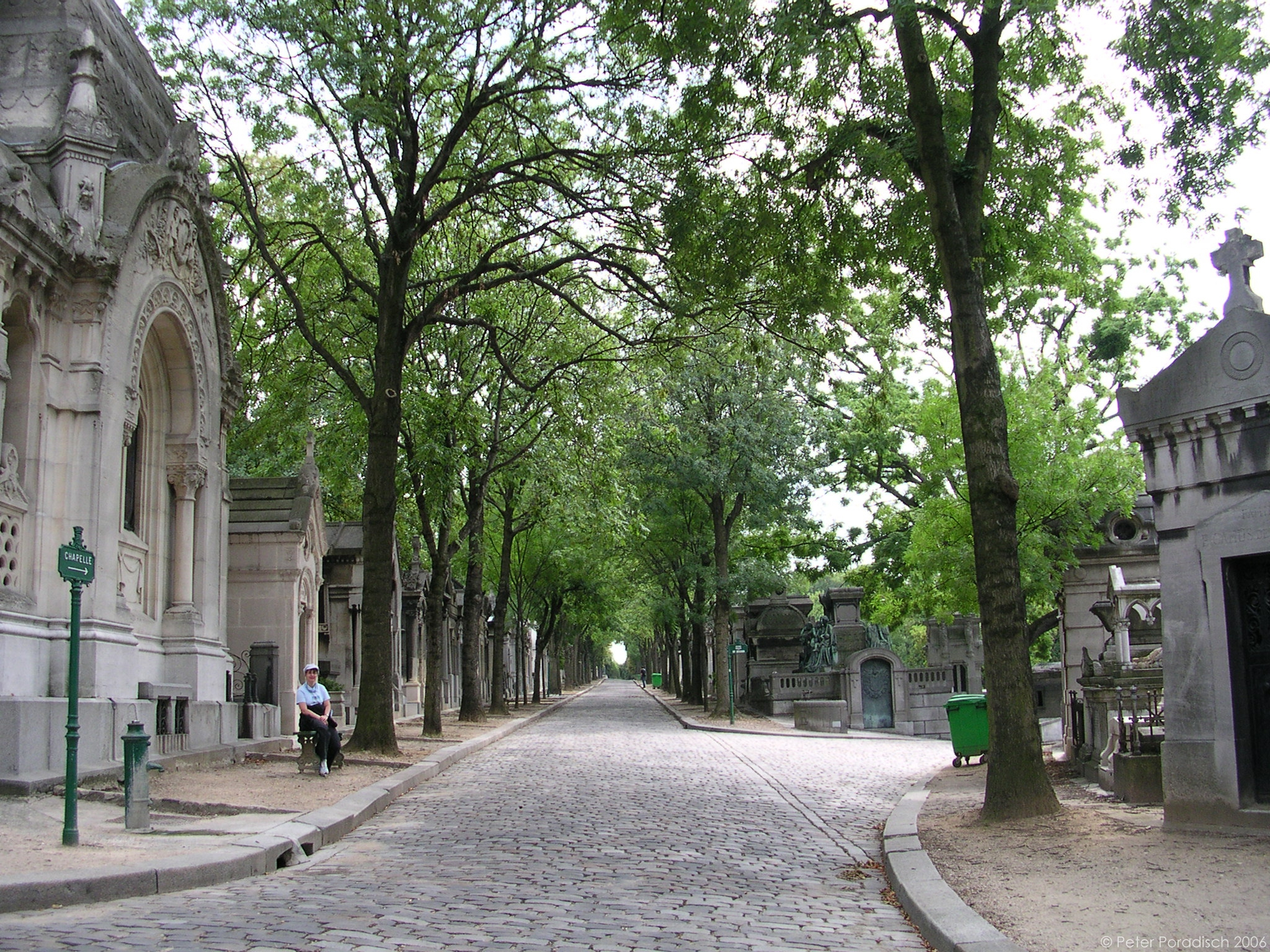
Аллея де ла Шапель на кладбище Пер-Лашез

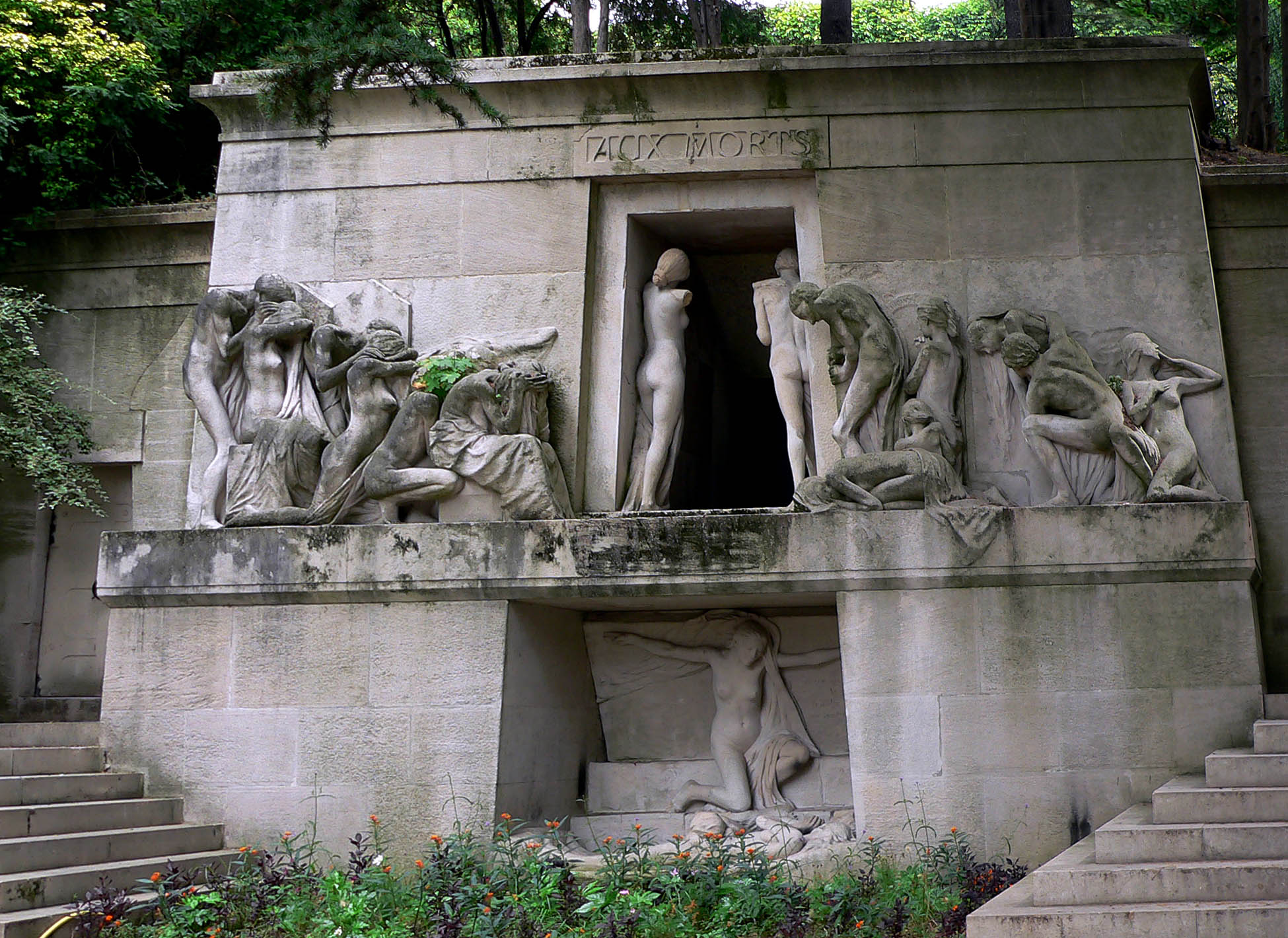
Монумент «Умершим» на Пер-Лашез

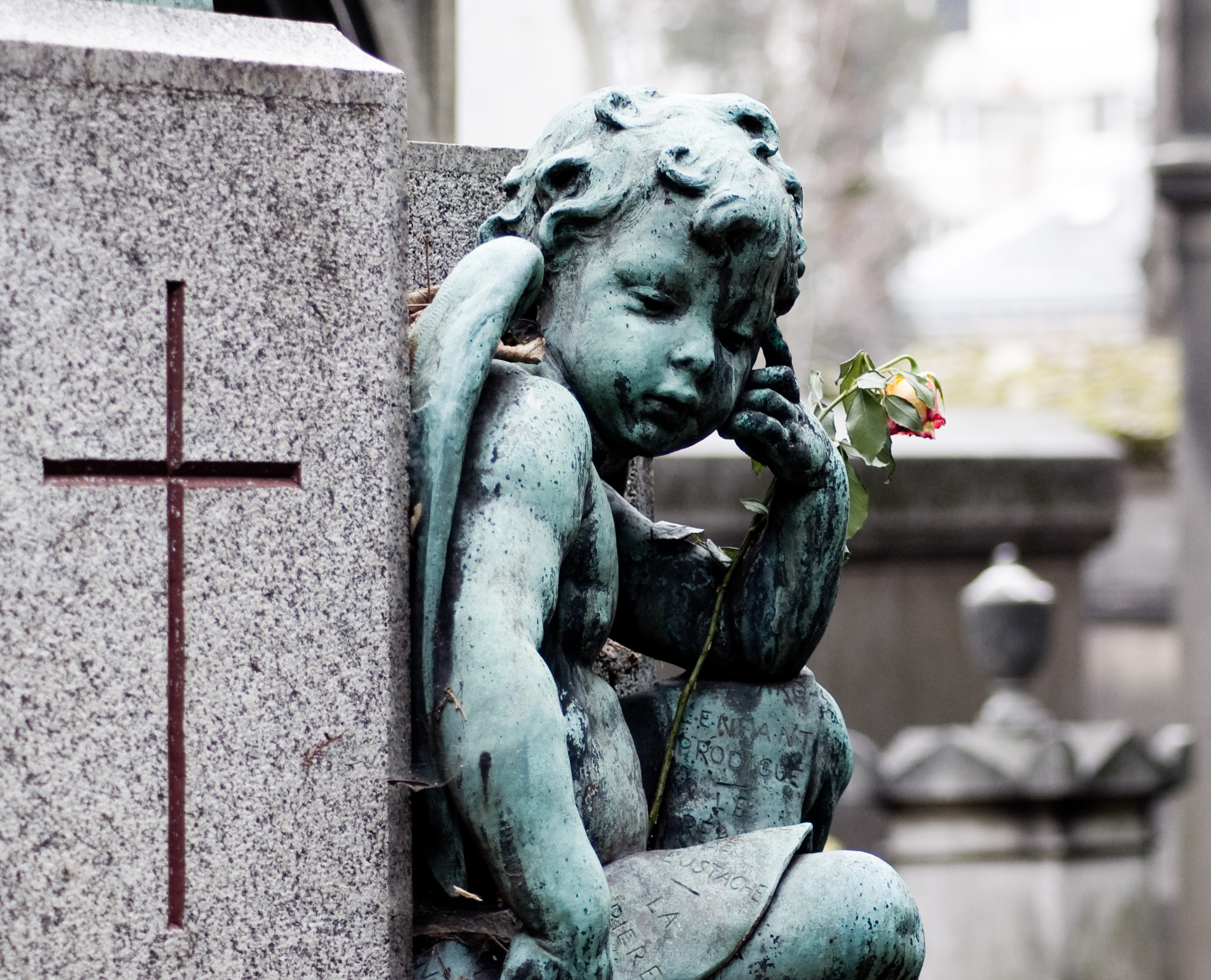
Неизвестная могила

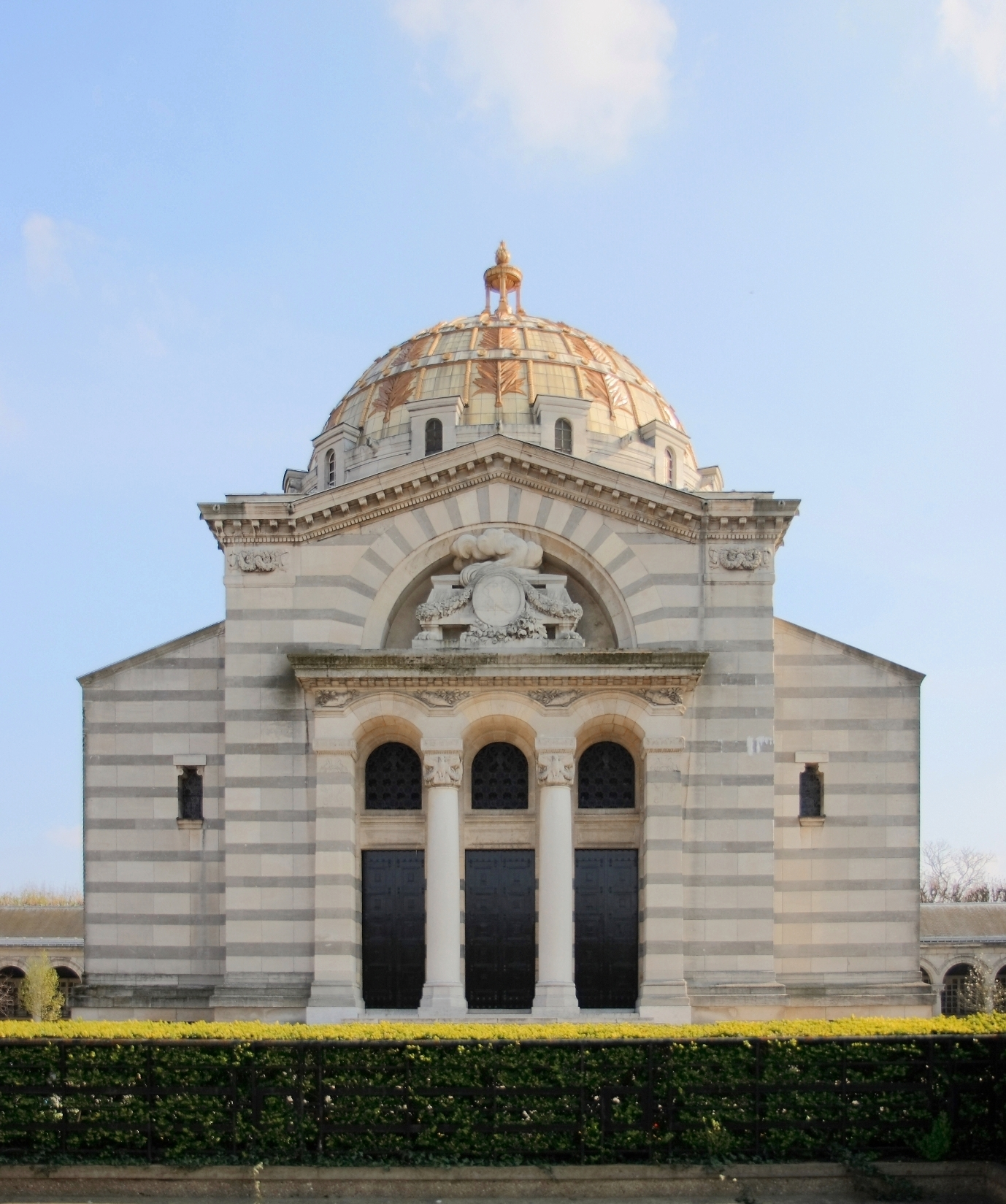
Крематорий с колумбарием

Пер-Лаше́з (фр. Père Lachaise, буквально «отец Лашез») — кладбище в Париже. Расположено на востоке города, в 20-м муниципальном округе. Официальное название — Восточное кладбище (фр. Cimetière de l'Est). Это самое большое кладбище французской столицы и один из крупнейших музеев надгробной скульптуры под открытым небом площадью около 48 гектаров, которое ежегодно посещает около 2 миллионов человек.

## История
В 1430 году богатый купец Реньо де Вандон (Régnault de Wandonne) приобрёл земельный участок на Шарронском холме (фр. Champ l’Evêque) в некогда бедняцком районе на задворках средневекового Парижа, кишевшем преступниками, и построил себе особняк. Два столетия спустя землю выкупил орден иезуитов. Одним из отцов ордена был Франсуа де ла Шез (1624—1709) — духовный наставник и исповедник Людовика XIV. Дружбу короля и монаха орден использовал в корыстных целях, расширяя и благоустраивая свои владения. Монашеский сад с фонтанами, редкими растениями, оранжереей, гротами и водопадами превратился в место романтических встреч аристократии. На Шарронском холме появилось кладбище, которое унаследовало имя де ла Шеза.
Когда короля не стало, орден обанкротился, а монашеские земли были конфискованы и проданы на аукционе. Беседки, гроты снесли, водопады ликвидировали, а сад перепланировали в английском стиле. На месте иезуитской обители была построена часовня.
Участок на холме площадью в 17 гектаров, возле квартала Бельвиль, где жили преимущественно низшие слои населения, был приобретён городом Парижем у частных владельцев в 1804 году. Покупатели впоследствии ухитрились даже продать участок под захоронение прежним владельцам земли за значительно большую сумму, чем та, которая была уплачена за всю территорию в целом.
Поначалу кладбище, расположенное далеко от границ города, привлекало мало клиентов. Чтобы исправить положение, власти, в частности Николя Фрошо, проектировщик, внёсший значительный денежный пай, решили добавить Пер-Лашез популярности и перезахоронили здесь останки Лафонтена и Мольера. В 1817 году сюда были также помещены останки Пьера Абеляра и его ученицы Элоизы. Это принесло свои плоды: к 1824 году количество постоянных «обитателей» Пер-Лашез выросло с нескольких десятков до 33 тысяч. На протяжении двухсот лет здесь хоронили выдающихся деятелей культуры, науки и искусства, внёсших вклад в историю Франции. Со временем число захороненных на кладбище превысило один миллион человек, не считая тех, чей прах был помещён в колумбарий.
Одной из достопримечательностей Пер-Лашез стала Стена коммунаров, у которой в мае 1871 года были расстреляны сто сорок семь сопротивлявшихся коммунаров Парижской коммуны.
В 1894 году на кладбище был построен крематорий вместе с находящимся в этом же здании колумбарием, первый во Франции и один из первых в Европе. Первая кремация была проведена ещё до завершения строительства, 30 января 1889 года.

## Месторасположение
Кладбище является частью бульвара Менильмонтан. Станция метро Philippe Auguste линии № 2 находится рядом с главным входом. Станция Père Lachaise располагается на пересечениях линий № 2 и № 3; от кладбища её отделяет расстояние в 500 метров около бокового входа. Некоторые посетители предпочитают станцию Gambetta на линии № 3, поскольку вход с этой стороны на кладбище позволяет им начать осмотр с могилы Оскара Уайльда. Вход на территорию свободный и бесплатный ежедневно с 8 утра до 18 вечера (в зимний период, с 5 ноября по 16 марта, — до 17:30).

## Памятники
В 1899 году на кладбище был установлен «Памятник умершим» работы скульптора Альберта Бартоломе́, купленный у автора городскими властями в 1895 году.
3 мая 2005 года по случаю 60-летнего юбилея Победы во Второй мировой войне на кладбище был установлен «Памятник русским участникам движения Сопротивления во Франции», созданный по проекту скульптора Владимира Суровцева и архитектора Виктора Пасенко и представляющий собой отлитую в бронзе фигуру участника Сопротивления в человеческий рост.
3 июля 1981 года на могиле Джима Моррисона был у становлен мраморный бюст, созданный хорватским художником Младеном Микулиным. За долгие годы бюст был неоднократно повреждён и разрисован граффити. В 1988 году бюст был похищен с могилы. Спустя 37 лет скульптура была случайно обнаружена парижской полицией. В 2001 году руководство кладбища предлагало перенести останки Моррисона в другое место, ссылаясь на истечение срока контракта на пребывание останков музыканта на Пер-Лашез. Менеджер кладбища Кристиан Шарле жаловался на то, что могила Моррисона привлекает множество людей, которые, по его словам, «шумят, мусорят, оставляют тысячи записок, разбрасывают сигаретные бычки, курят марихуану», однако под давлением общественности контракт был продлён.
В 2006 году с кладбища были похищены шесть бронзовых бюстов, среди которых значилась скульптура композитора Жоржа Бизе, созданная во второй половине XIX века.

## Галерея

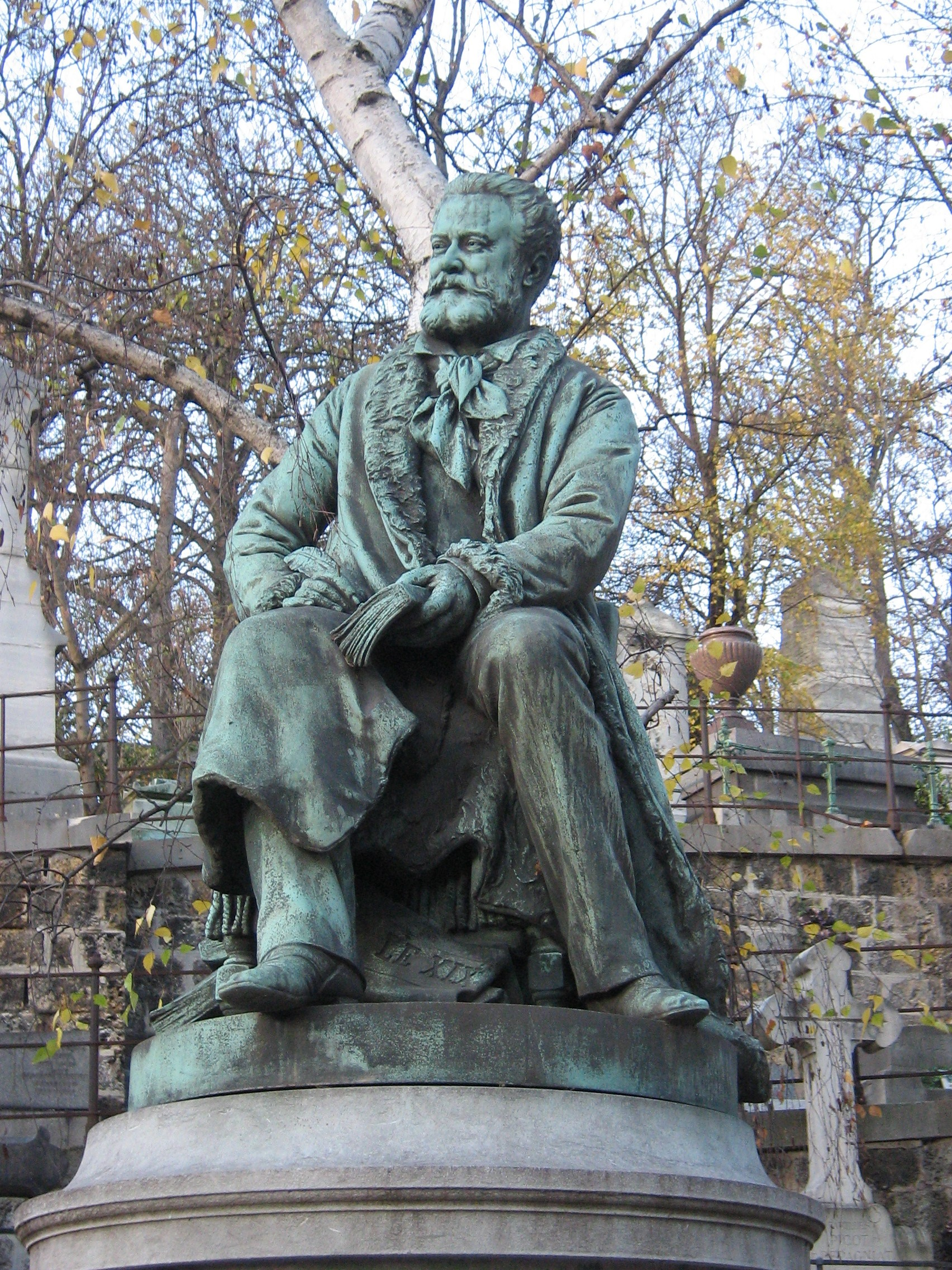
Могила Эдмона Абу
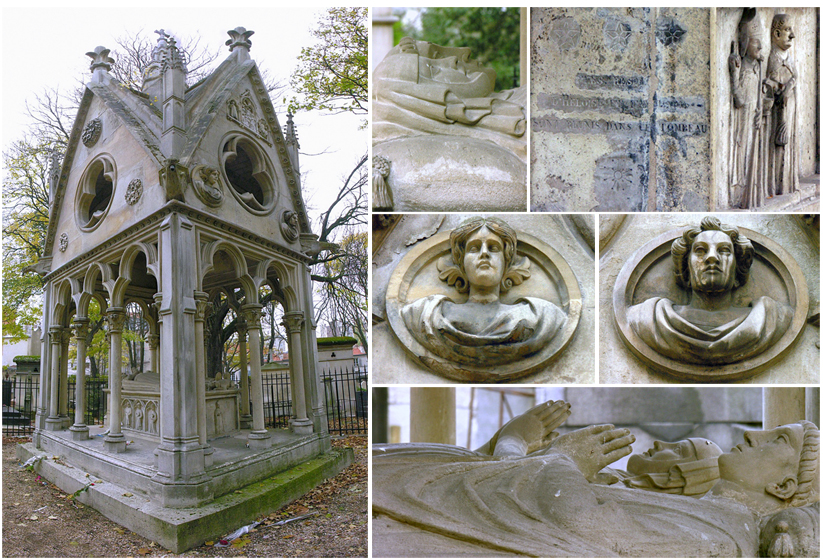
Могила Пьера Абеляра
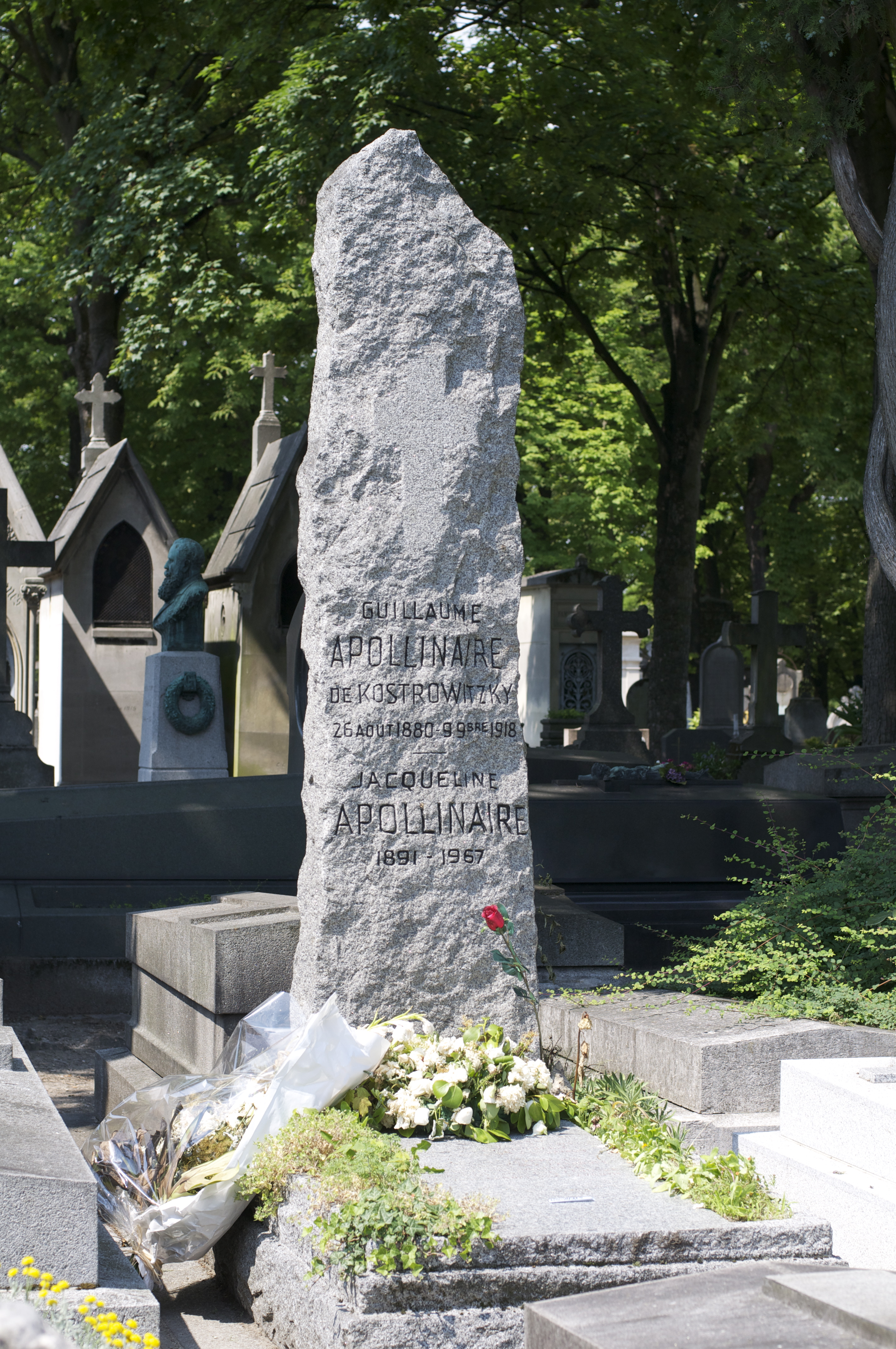
Могила Аполлинера
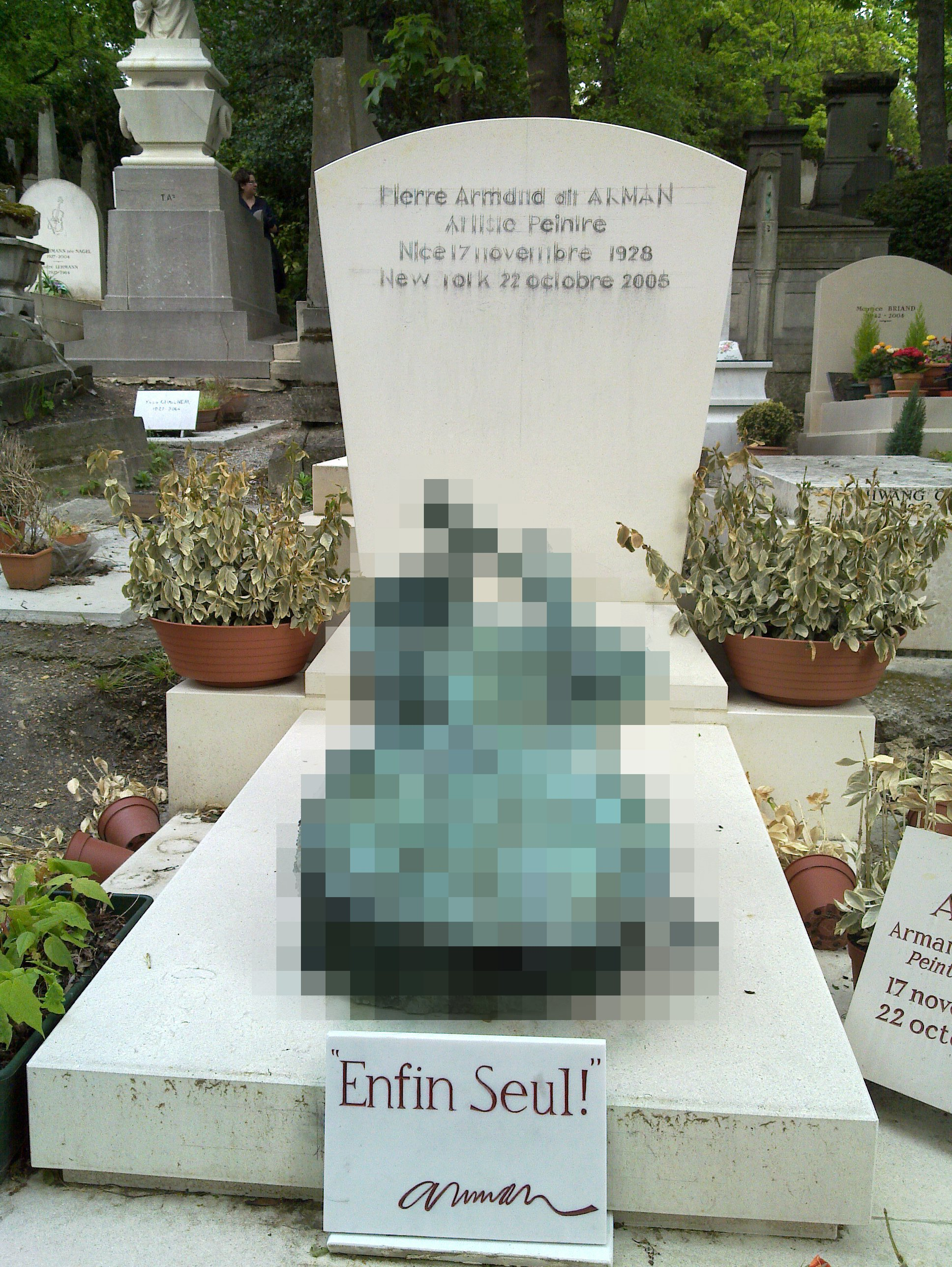
Могила художника Армана
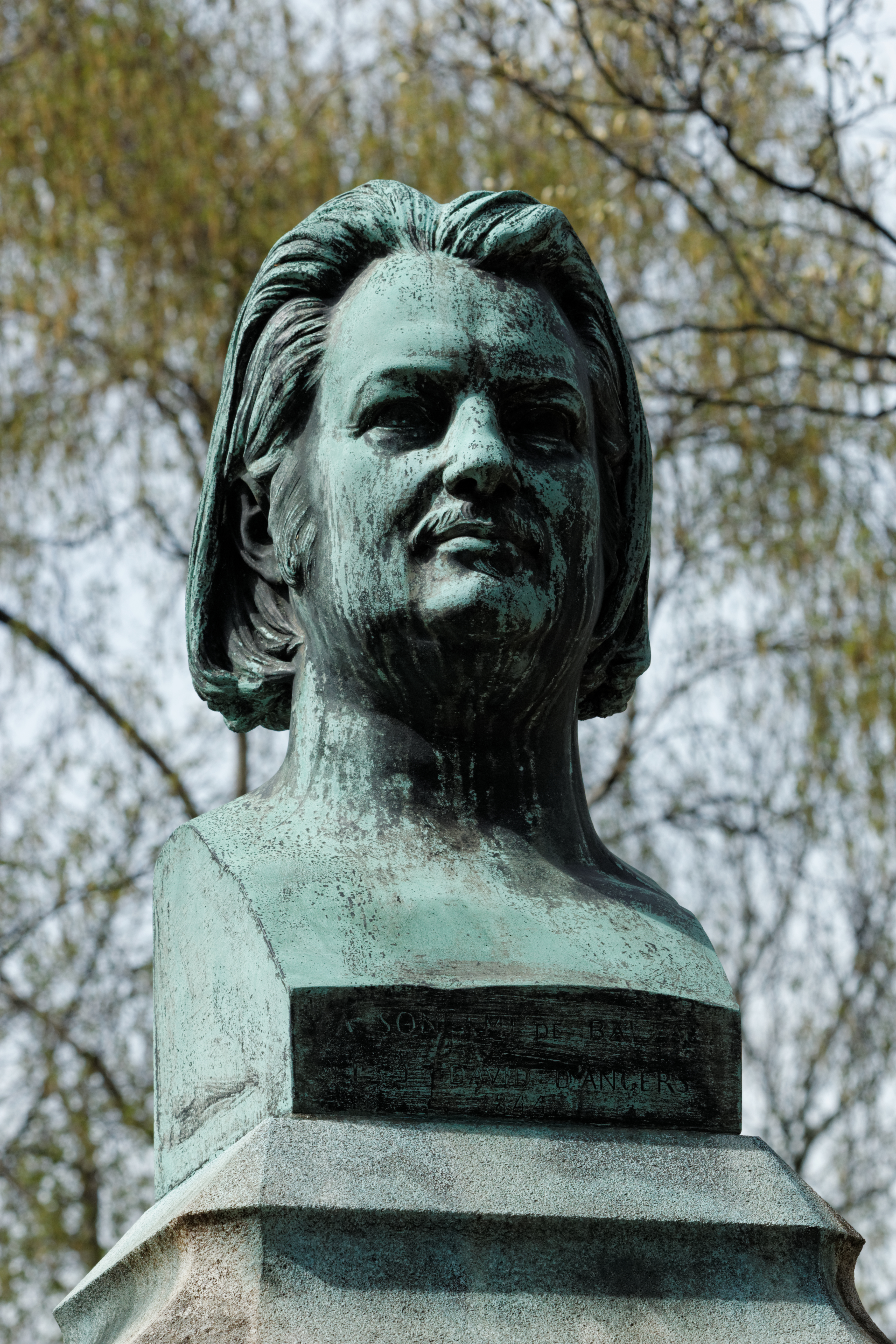
Надгробие Бальзака
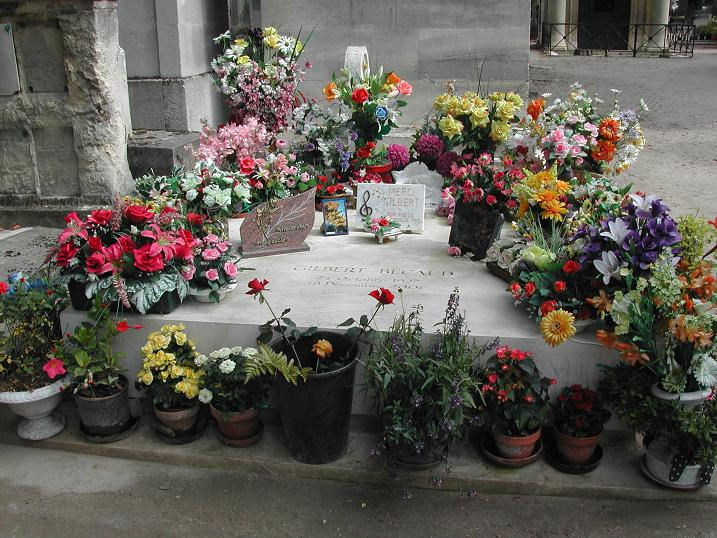
Могила Беко
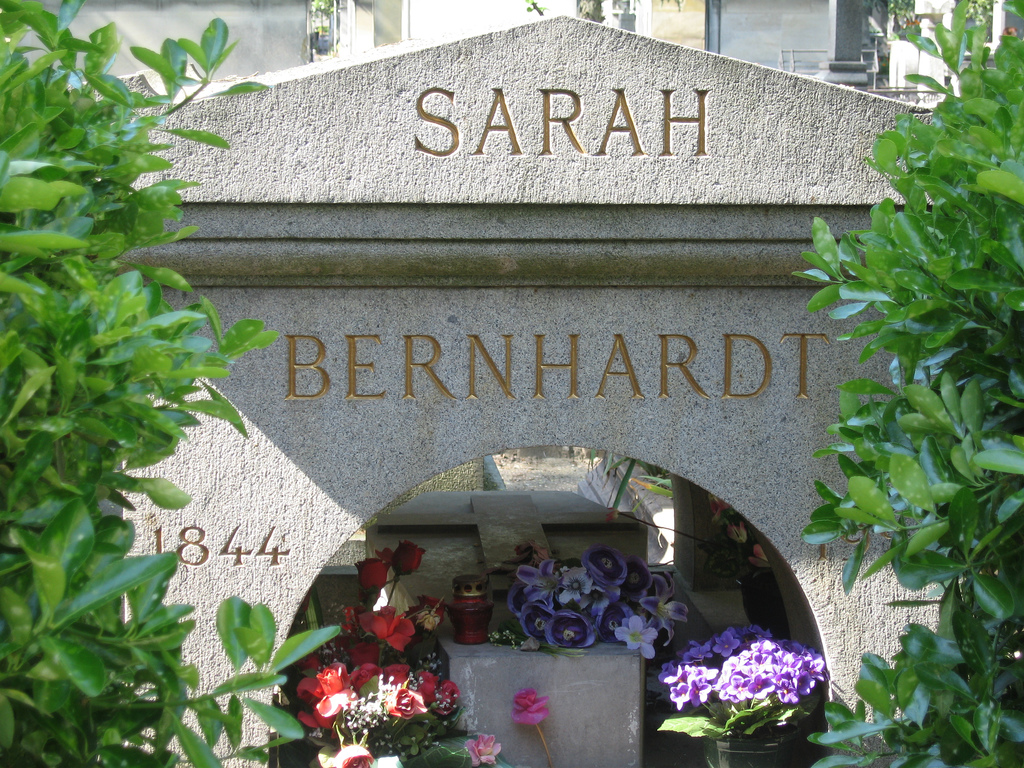
Могила Сары Бернар
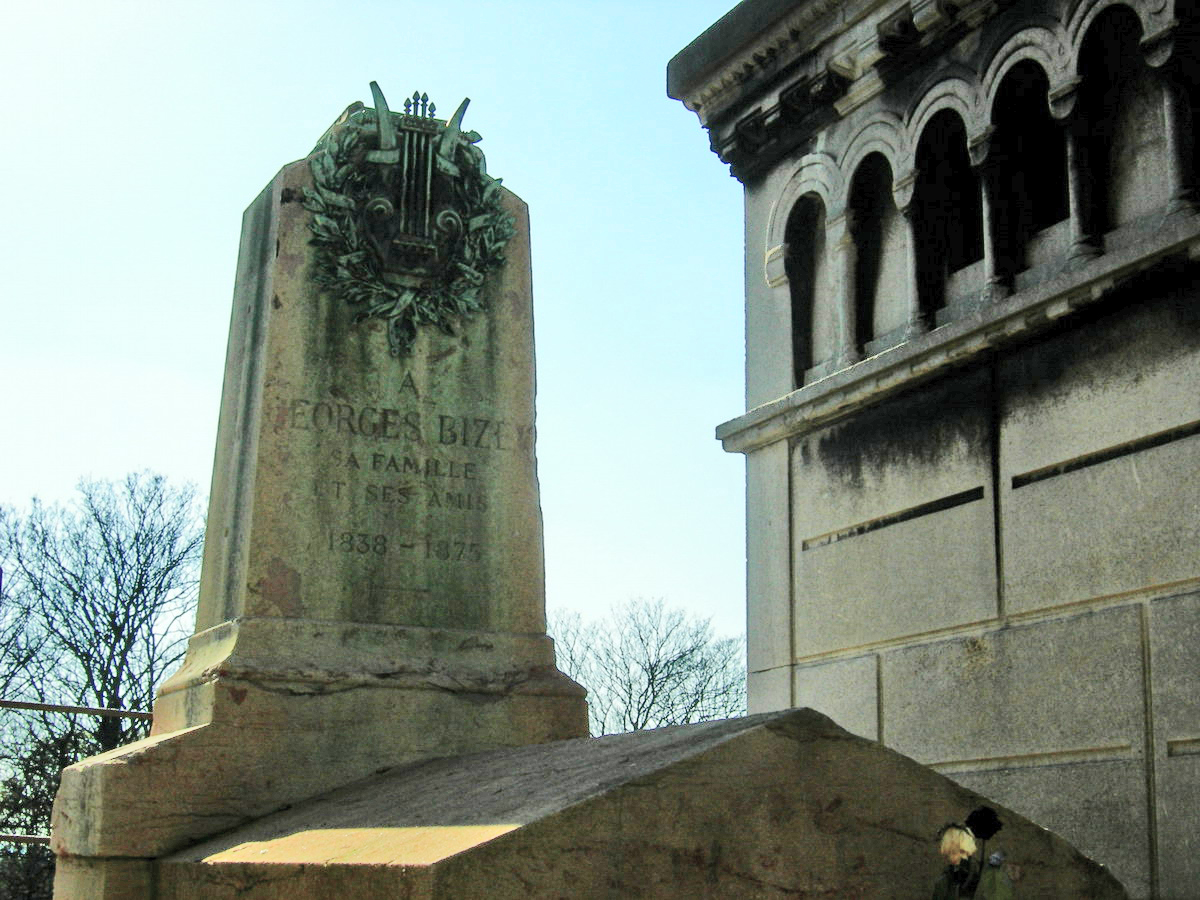
Могила Жоржа Бизе
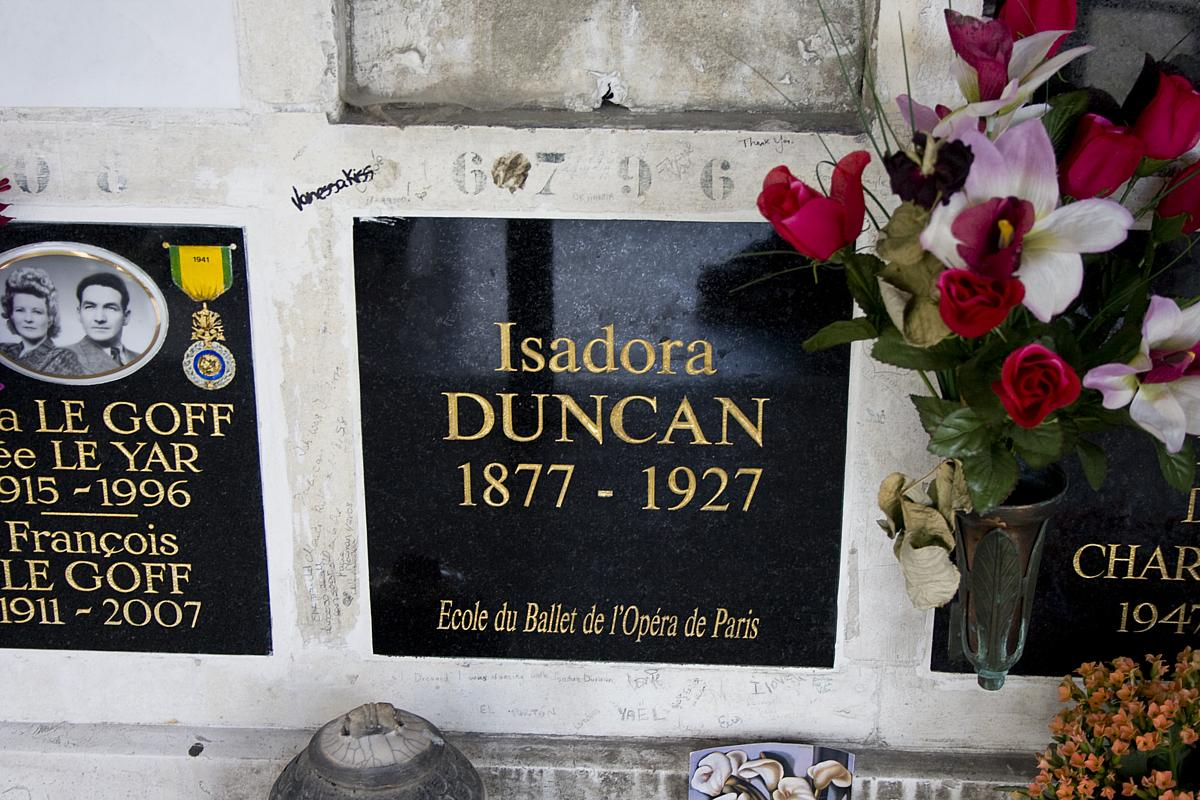
Место захоронения останков Айседоры Дункан в колумбарии
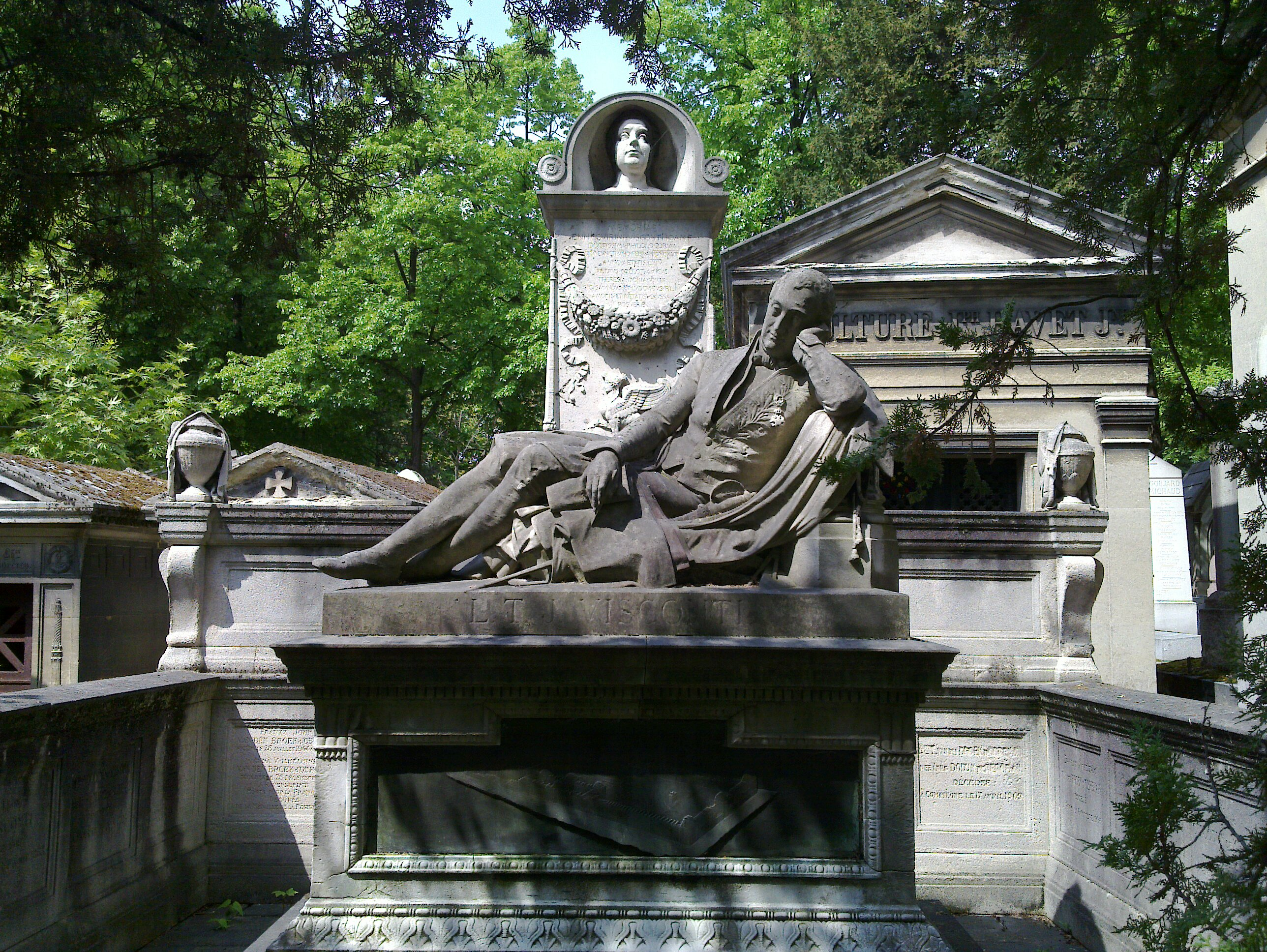
Могила Луи Висконти
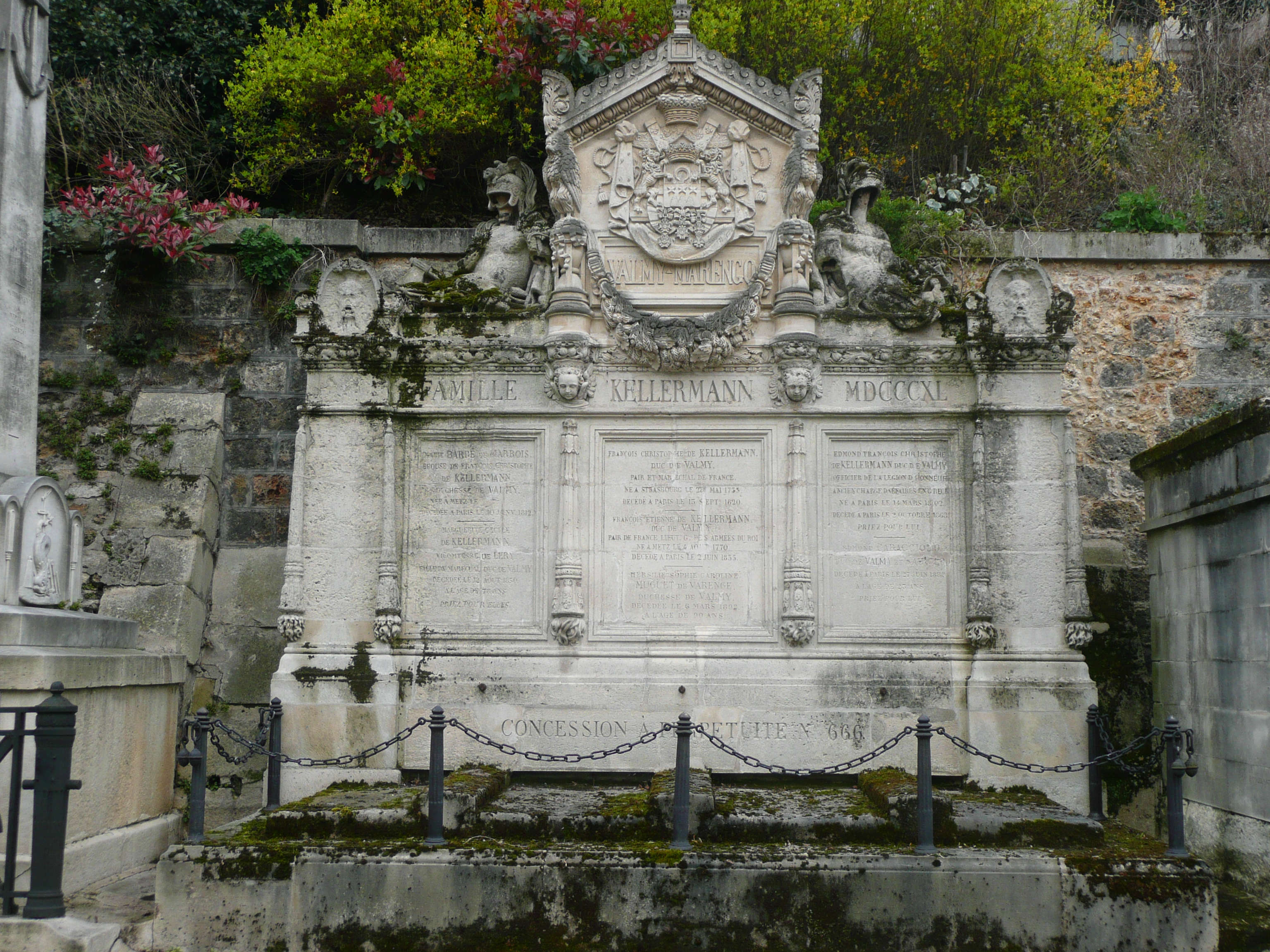
Могила Франсуа Келлермана
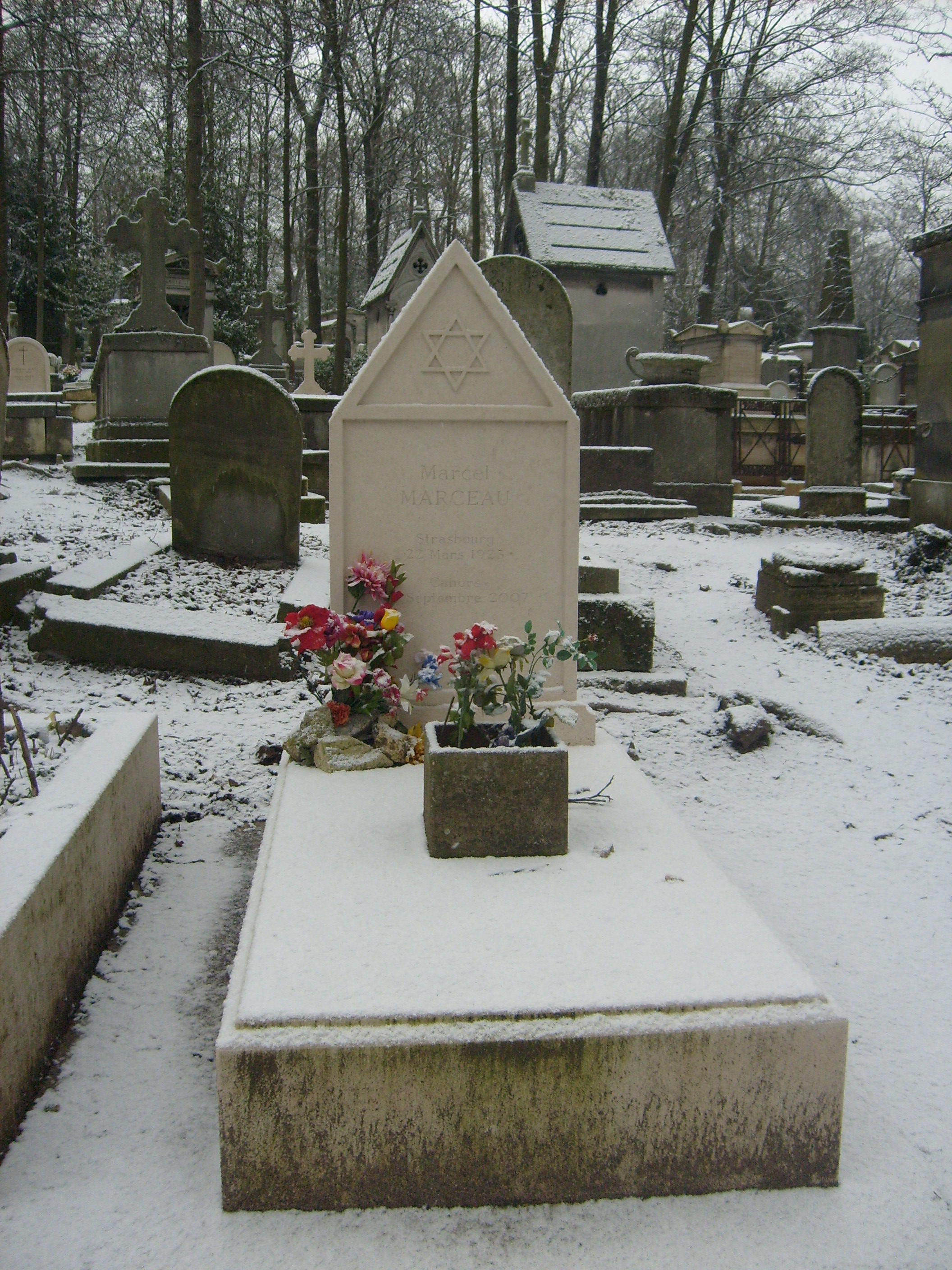
Могила Марселя Марсо
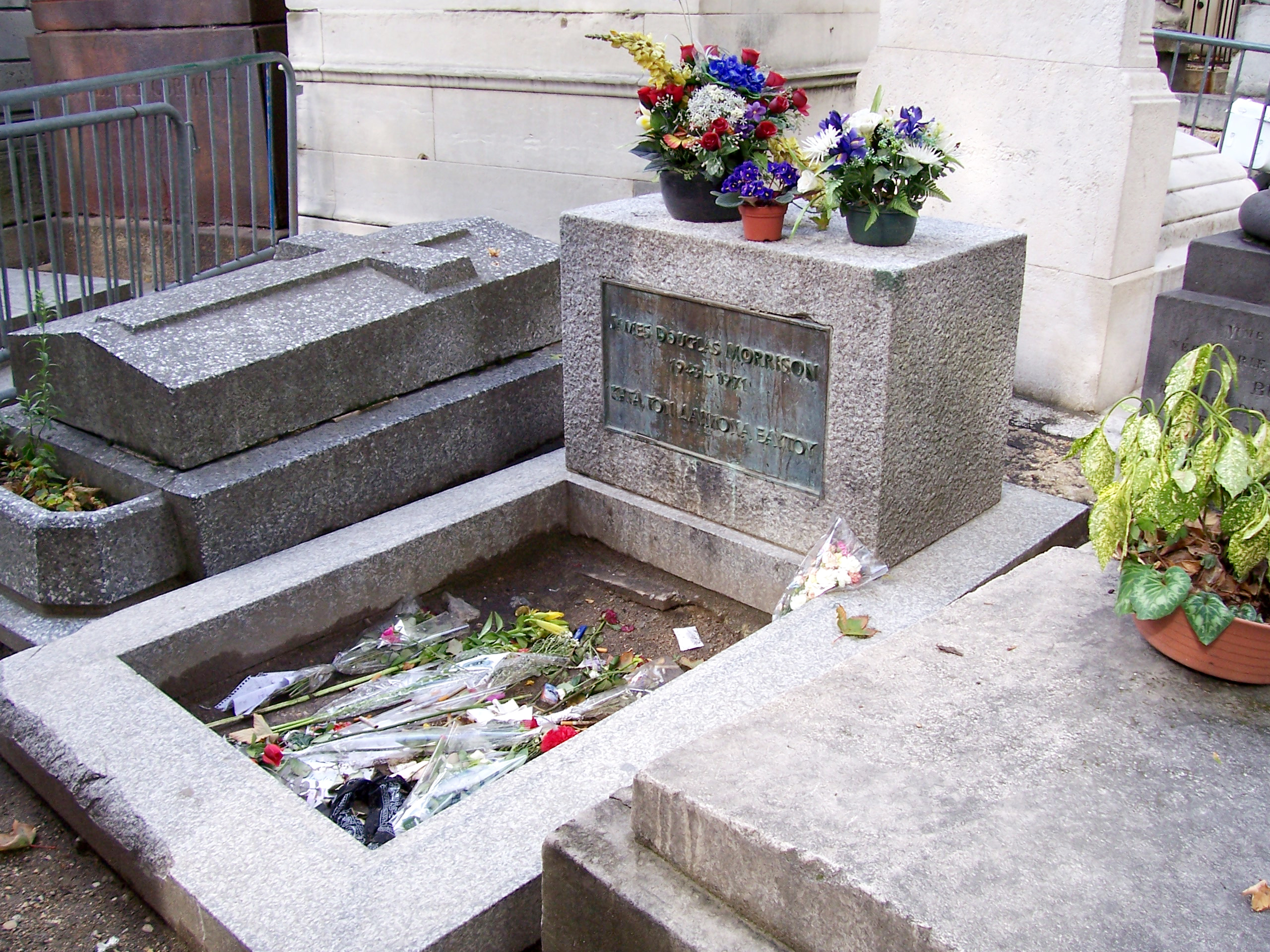
Могила Джима Моррисона
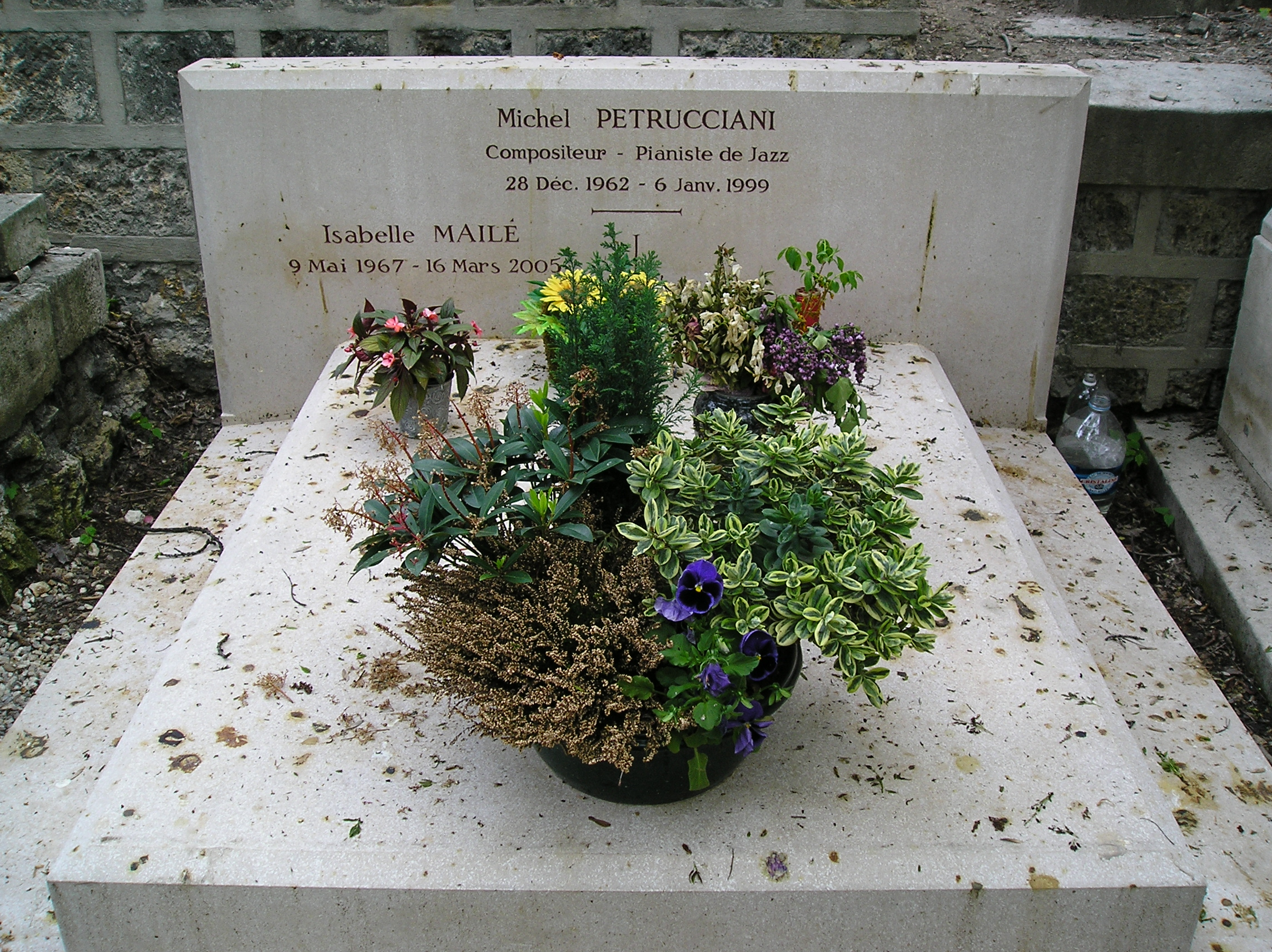
Могила Мишеля Петруччиани
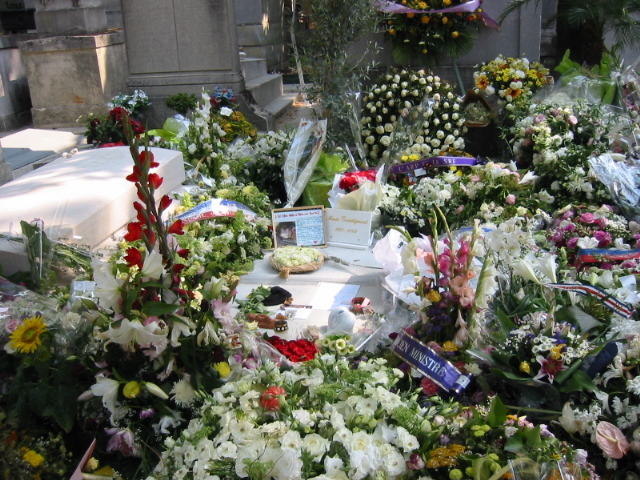
Могила Мари Трентиньян
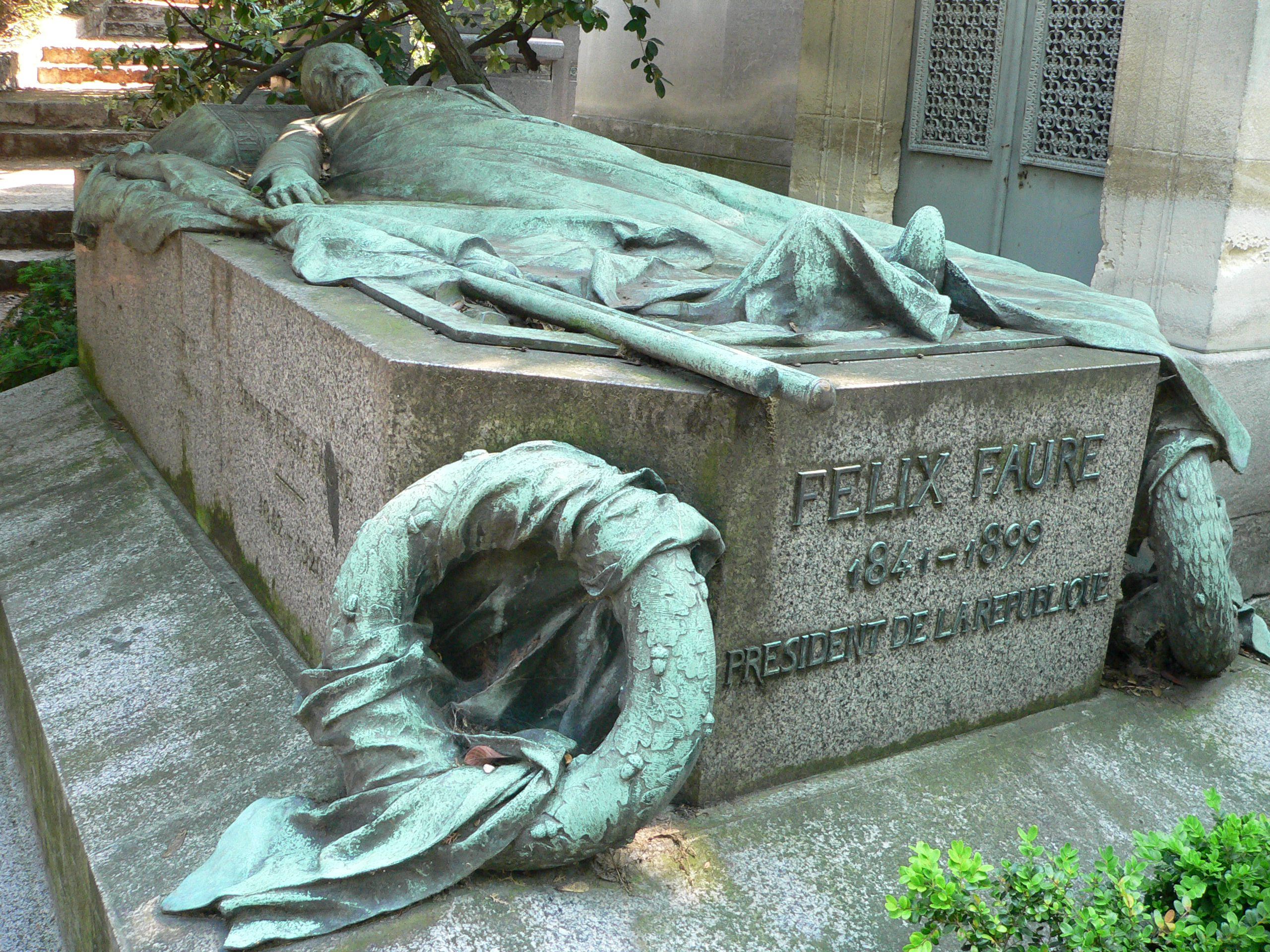
Надгробие Феликса Фора
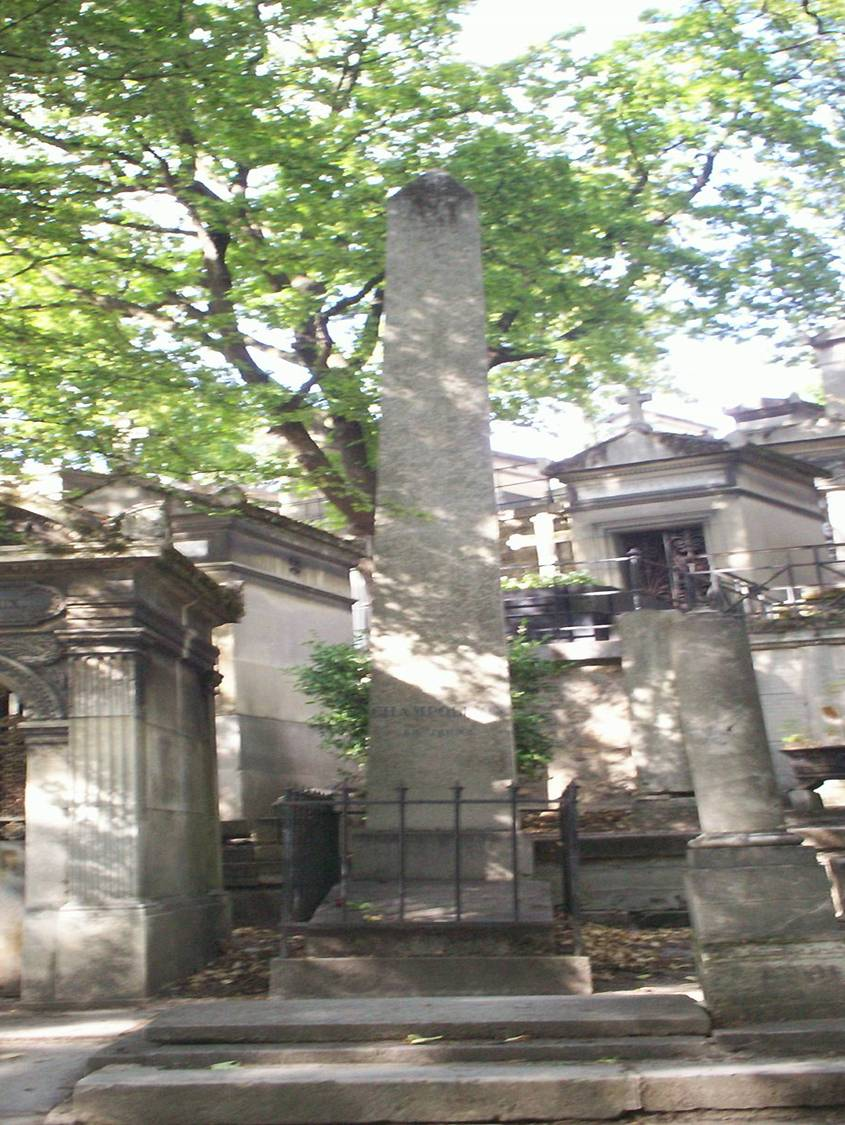
Могила Жана-Франсуа Шампольона
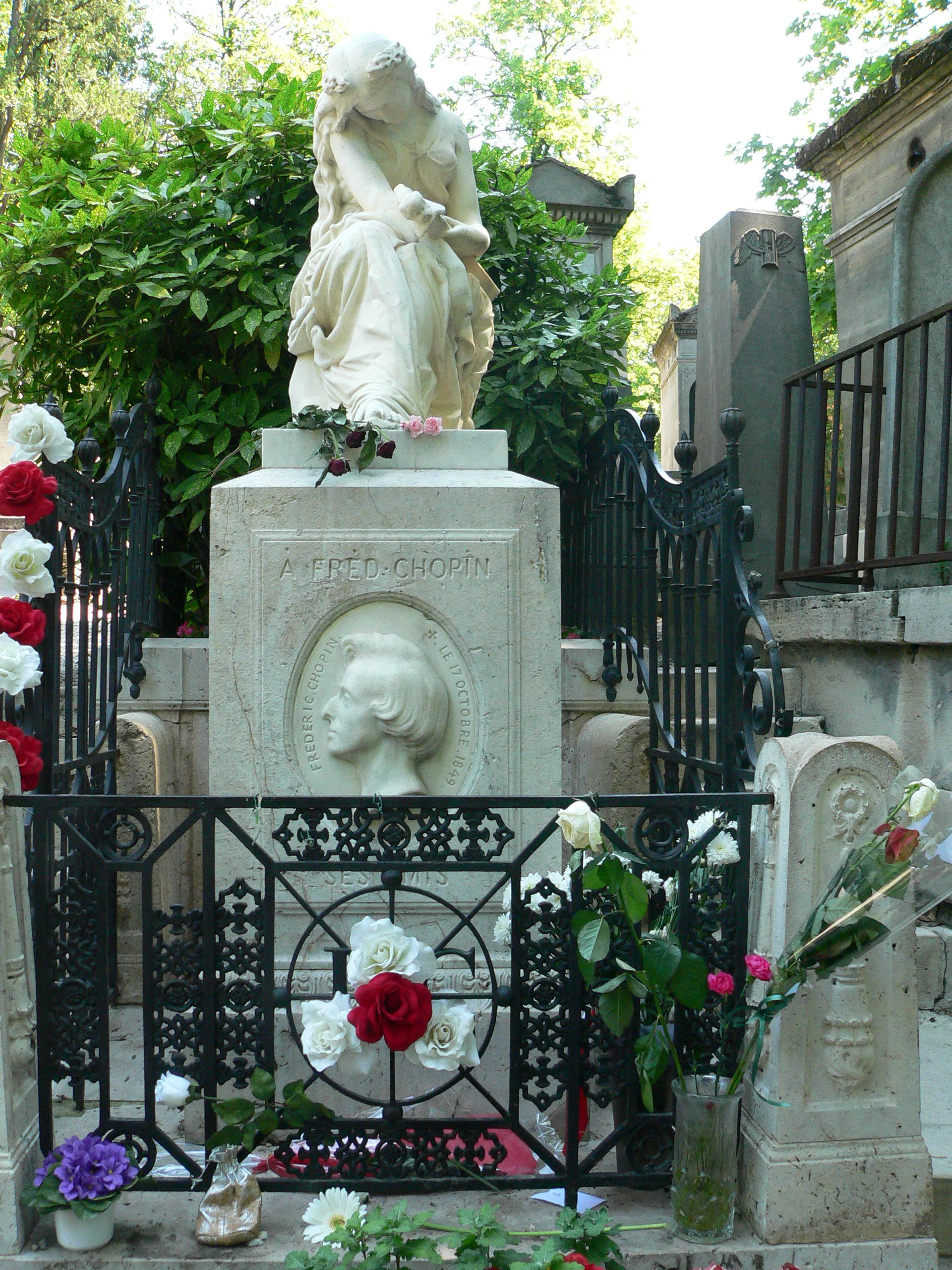
Надгробие Фредерика Шопена
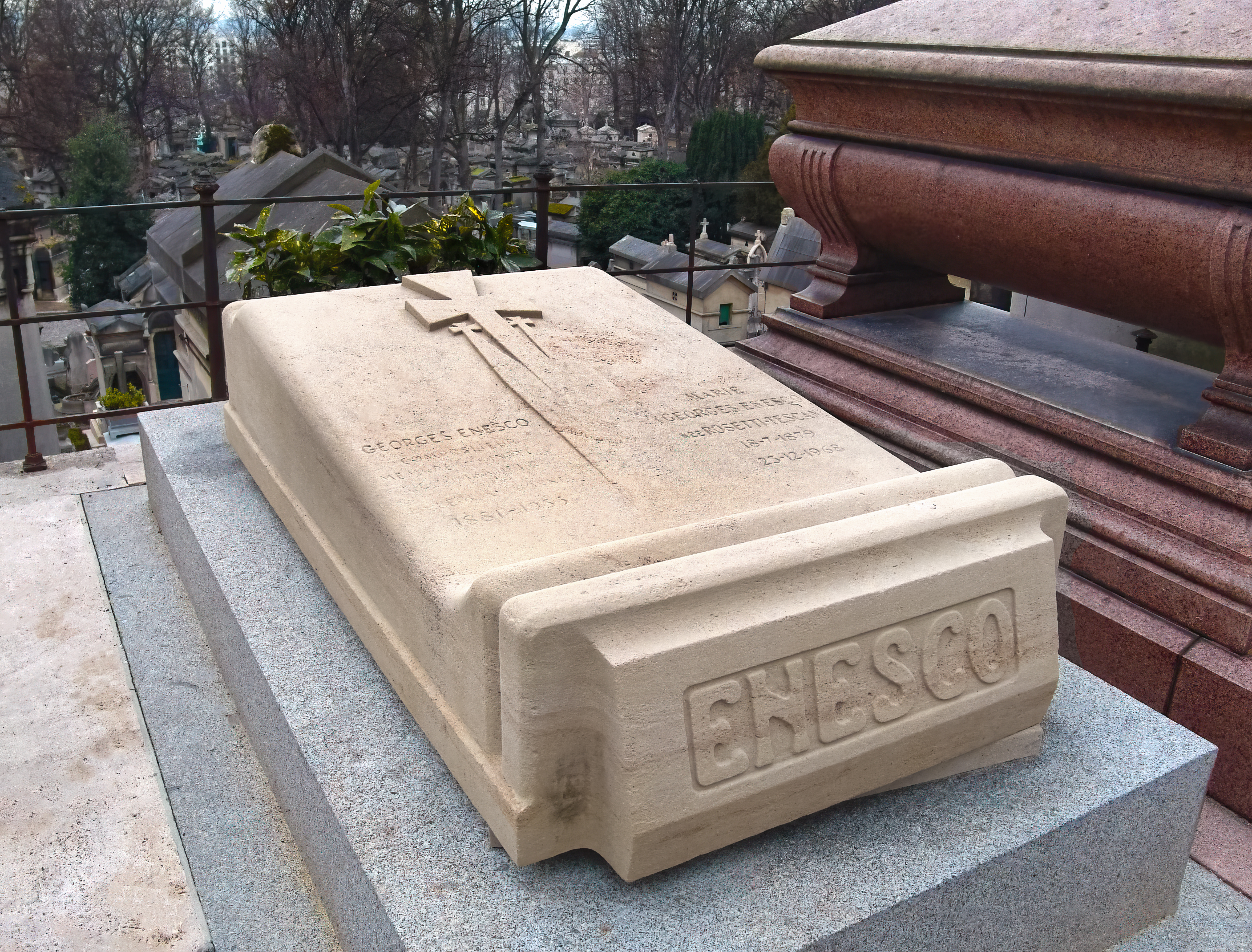
Могила Джордже Энеску
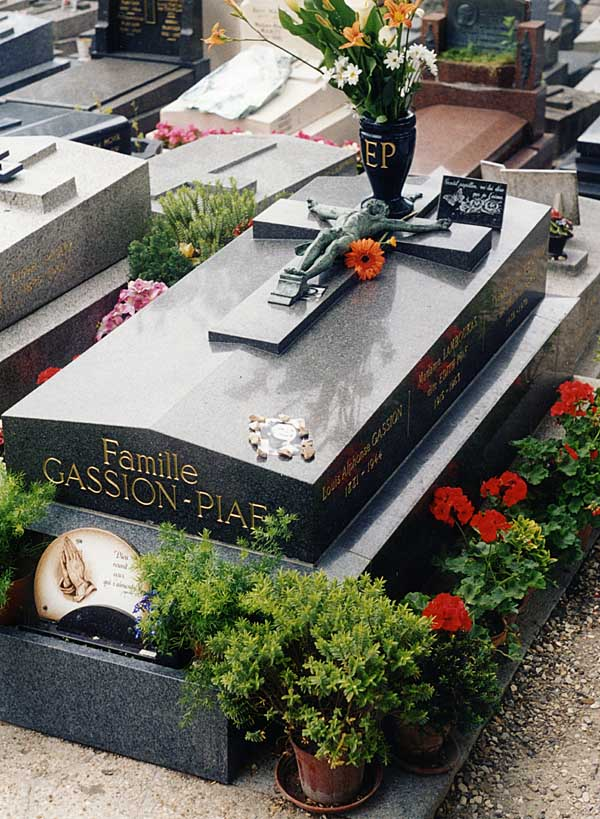
Могила Эдит Пиаф
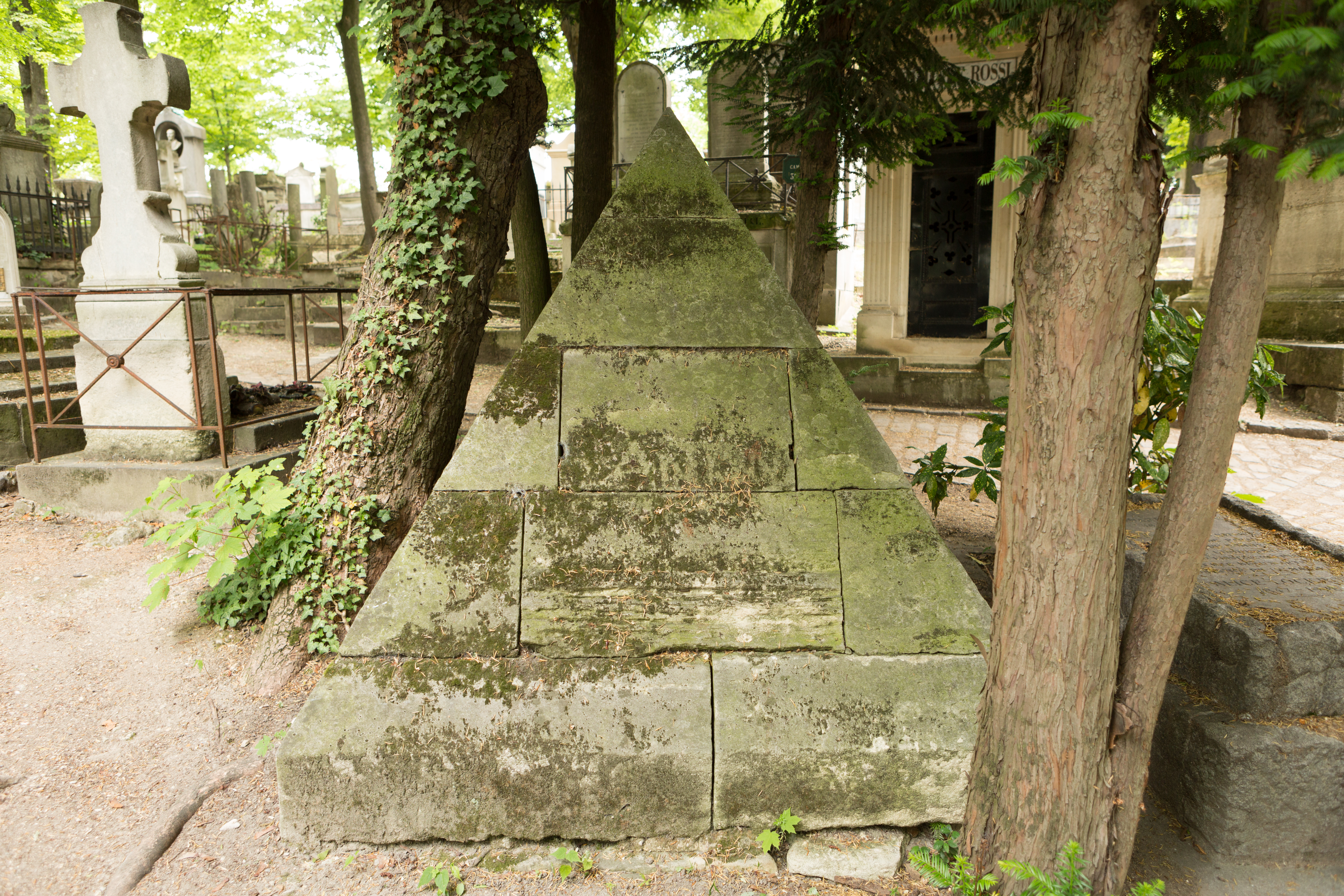
Могила Кювелье де Три
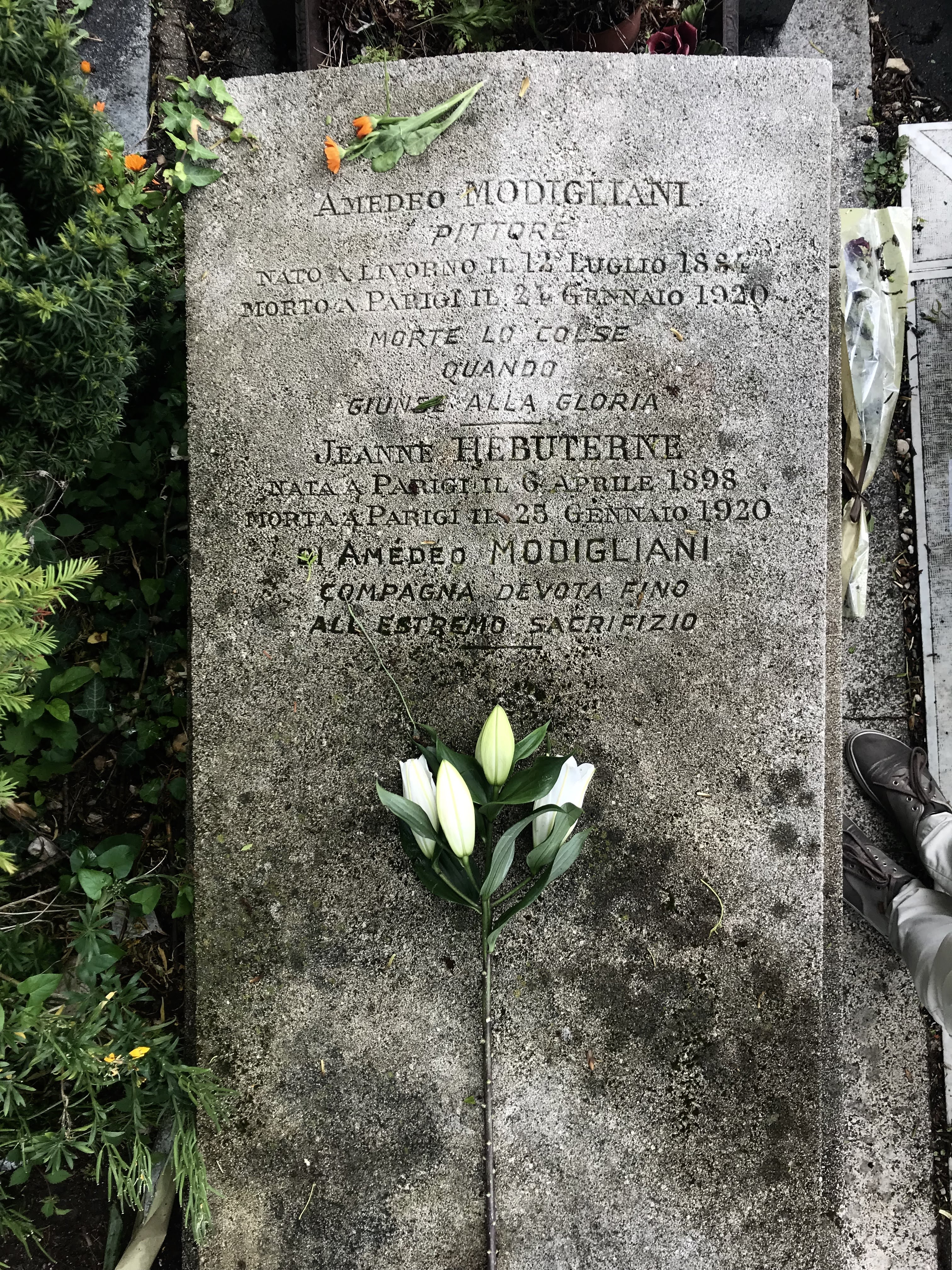
Могила Амедео Модильяни и Жанны Эбютерн

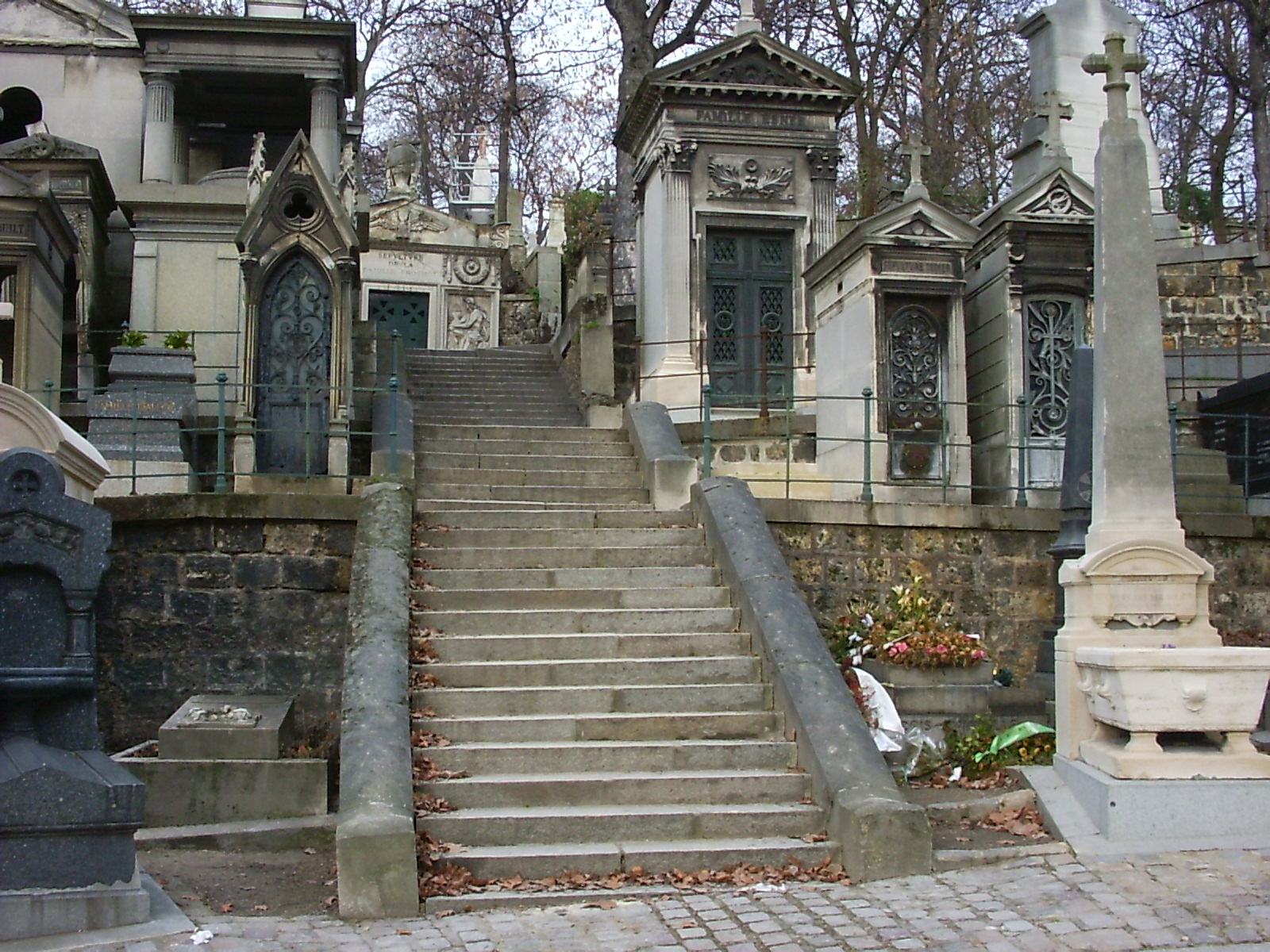